# Gullivers Reisen – Da kommt was Großes auf uns zu
Gullivers Reisen – Da kommt was Großes auf uns zu (Originaltitel:	Gulliver’s Travels) ist ein Abenteuer- und Fantasyfilm des Regisseurs Rob Letterman  aus dem Jahr 2010 mit Jack Black, Emily Blunt und Jason Segel in den Hauptrollen. Einzelne Figuren und Handlungselemente basieren lose auf dem Roman Gullivers Reisen von Jonathan Swift und wurden in die moderne Zeit übertragen.

## Handlung
Lemuel Gulliver aus Manhattan arbeitet seit zehn Jahren unverändert in der Postabteilung der Zeitung New York Tribune. Obwohl er gerne Sprüche klopft, ist er gegenüber der Reisereporterin Darcy Silverman, in die er heimlich verliebt ist, zu schüchtern, um sie zu fragen, ob sie mit ihm ausgehen will. Als sein neu eingestellter Kollege Dan nach nur einem Tag zu seinem Vorgesetzten befördert wird und ihm ins Gesicht sagt, dass niemals etwas aus ihm werden wird, beginnt Gulliver über sein Leben nachzudenken. Am Abend will er Darcy ansprechen, doch in letzter Sekunde verlässt ihn wieder der Mut und er nimmt als Ausrede Papiere aus ihrem Büro mit, die sich als eine Bewerbung als Reiseberichterstatter herausstellen. Um den Schein zu wahren, behauptet er Darcy gegenüber, dass er neben dem Postverteilen um die Welt reist und Berichte darüber schreibt.
Darcy fordert ihn darauf auf, ihr morgen eine Arbeitsprobe mitzubringen. Da Gulliver nichts einfällt, kopiert er Texte aus fremden Reiseberichten und gibt diese als seine eigenen aus. Darcy ist von der Professionalität der Texte so beeindruckt, dass sie ihn auf eine Erkundungstour ins Bermudadreieck schickt. Dort gerät Gulliver in einen heftigen Sturm, wird in einen Wasserstrudel gezogen und erwacht später gefesselt im Land Liliput, in dem alle Bewohner nur wenige Zentimeter groß sind.
Er wird gefesselt in einer Höhle gefangen gehalten, in der er den Gefangenen Horatio kennenlernt. Der ist hier, da er Prinzessin Mary, in die er verliebt ist, einen lasziven Blick zugeworfen hat. Mary ist General Edward versprochen und einem einfachen Bürger wie Horatio ist es nach den Gesetzen von Liliput nur möglich, einer Prinzessin den Hof zu machen, wenn man eine große Heldentat vollbracht hat.
Als feindliche Soldaten aus dem Land Blefuscu (Blefuscia) einen Großbrand im Schloss legen und dabei sind, Prinzessin Mary zu entführen, eilt Gulliver zu Hilfe. Er rettet die Prinzessin und pinkelt das Feuer aus, das bereits den König eingeschlossen hatte. Von nun an ist Gulliver kein Gefangener mehr, sondern der ehrenwerte Retter von Liliput. Man dankt es ihm, indem man ihm ein Haus nach seinen Wünschen baut und seine Lebensgeschichte im Theater nachspielt, die laut seinen Erzählungen eine Mischung aus Star Wars, Titanic und Avatar darstellt. Zudem macht er allen weis, zuhause wäre er der angesehene Präsident seines Landes – der Insel von Manhattan – und wäre mit Prinzessin Darcy Silverman zusammen. Von dieser findet er auf seinem Mobiltelefon noch ein paar Nachrichten, in denen sie ihm verärgert erklärt, dass sie inzwischen herausgefunden hat, dass er sie bei den Reiseberichten angelogen hat und sie sich nun selber auf die Reise ins Bermudadreieck machen muss.
König Theodor ernennt nun Gulliver zum neuen General und degradiert Edward damit zum Vize-General. Aufgrund der Degradierung schaltet Edward das Abwehrsystem vor der Küste des Landes ab, damit die feindliche Kriegsflotte sich dem Land nähern und er Gulliver als Anführer der Armee bloßstellen kann. Doch auch diesmal gelingt es Gulliver, den Angriff abzuwehren. Horatio und Mary kommen sich inzwischen näher und schließlich löst Mary die Verlobung mit Edward. Über diese Zurückweisung und die Transformation von Liliput in das Land von Gulliver ist Edward so verärgert, dass er ins feindliche Königreich Blefuscu überläuft und deren Truppen einen Bauplan für einen Roboter übergibt, den er in einem Magazin gefunden hat, das Gulliver mitbrachte.
Edward steuert den Roboter, der größer als Gulliver ist, von innen und fordert Gulliver damit zum Duell heraus. Als der Roboter einen Unterhosenzieher bei Gulliver ausführt, gibt dieser auf und muss zugeben, dass er nichts von den glorreichen Dingen getan hat, mit denen er geprahlt hatte. Liliput wird von seinen Feinden eingenommen, das Land in Neu-Blefuscu (New Blefuscia) umbenannt und Edward zu dessen Feldherrn. Gulliver wird auf „die Insel zu der wir uns nicht hintrauen“ verbannt. Dort wird Gulliver von einem Riesen-Mädchen gefangen, das ihn als lebendes Spielzeug in ihrem Puppenhaus hält.
Währenddessen strandet Darcy ebenfalls in Liliput. Horatio reist Gulliver hinterher und informiert ihn darüber. Gemeinsam fliehen sie zurück nach Liliput, wo Gulliver Darcy findet und ihr endlich seine Liebe gesteht. Zudem beschließt er, Liliput zu befreien und sich Edwards Roboter erneut zum Duell zu stellen. Da Edward den Roboter nun mit Stromschlägen ausgestattet hat, steht Gulliver kurz vor einer Niederlage, doch Horatio gelingt es, die Stromzufuhr zu sabotieren. Nachdem Gulliver einen Unterhosenzieher am Roboter ausführt, faltet sich dieser zusammen und ist besiegt.
Da Horatio eine Heldentat vollbracht hat, erhält er nun den Segen des Königs und darf auch offiziell mit Mary zusammenkommen. Und auch Darcy und Gulliver werden ein Paar. Als die Könige von Blefuscu und Liliput wieder beginnen, sich anzufeinden und mit Krieg zu drohen, singt Gulliver das Antikriegslied War, in das schließlich alle mit einstimmen.
Zusammen mit Darcy fährt Gulliver mit dem Schiff Richtung Heimat, wo auch er Reisejournalist wird.

## Synchronisation
Es existieren zwei deutsche Synchronfassungen. Die erste entstand bei der RC Production, Berlin. Tobias Müller schrieb das Dialogbuch und Oliver Rohrbeck führte Regie. Die zweite entstand unter der Dialogregie von Kai Wulff. Generell wird die erste Fassung vertrieben.
| Rolle            | Darsteller      | Synchronsprecher (1. Synchro) | Synchronsprecher (2. Synchro) |
| ---------------- | --------------- | ----------------------------- | ----------------------------- |
| Lemuel Gulliver  | Jack Black      | Tobias Meister                | Ben Bela Böhm                 |
| Horatio          | Jason Segel     | Dennis Schmidt-Foß            | ?                             |
| Prinzessin Mary  | Emily Blunt     | Bianca Krahl                  | ?                             |
| Darcy Silverman  | Amanda Peet     | Katrin Fröhlich               | ?                             |
| König Theodore   | Billy Connolly  | Reinhard Kuhnert              | ?                             |
| General Edward   | Chris O’Dowd    | Olaf Reichmann                | ?                             |
| Dan              | T.J. Miller     | Tommy Morgenstern             | ?                             |
| Jinks            | James Corden    | Tobias Müller                 | ?                             |
| Königin Isabelle | Catherine Tate  | Sabine Arnhold                | Nina Franoszek                |
| König Leopold    | Emmanuel Quatra | Erich Räuker                  | ?                             |
| Prinz August     | Olly Alexander  | Daniel Gärtner                | ?                             |

## Hintergrund
- Der Originalautor Jonathan Swift und dessen Roman Gullivers Reisen werden im Filmvor- bzw. -abspann des Films nicht erwähnt. Allerdings sind während des Abspannes Zeitungsartikel zu sehen, die Anspielungen auf einige Abenteuer von Lemuel Gulliver aus dem Originalroman machen, die allerdings nicht im Film vorkommen.

- Im Originalton bedankt sich Gulliver am Ende bei Dan auf Deutsch, in der deutschen Synchronfassung auf Spanisch.

- Als Vorfilm wurde in der Kinofassung der Kurzfilm Scrat’s Continental Crack-Up, ein Ableger von Ice Age, gezeigt.

- Als Drehort für den Palast von Liliput diente Blenheim Palace im englischen Oxfordshire.

- Am 23. März 2010 gab 20th Century Fox bekannt, dass der Film in 3D konvertiert werden würde. Der Film hatte seinen Kinostart in den USA am 25. Dezember 2010 (ursprünglich sollte er bereits am 4. Juni 2010 anlaufen, der Termin wurde jedoch verschoben), in Deutschland lief der Film am 10. Februar 2011 an.

- Die Produktionskosten des Films wurden auf 112 Millionen US-Dollar geschätzt. Der Film spielte an den Kinokassen weltweit rund 237 Millionen US-Dollar ein, davon rund 43 Millionen in den USA und 10 Millionen in Deutschland.[5]

## Kritiken
Die Kritik fiel überwiegend negativ aus. Die Website Rotten Tomatoes wertete 121 Kritiken aus und zählte dabei eine positive Rate von 20 %.

„Wenn Hollywood einen Klassiker der Weltliteratur verfilmt, ist Vorsicht geboten: Jack Black hat aus ‚Gullivers Reisen‘ eine krachende Komödie gemacht. Ganz ohne Gesellschaftskritik versteht sich. […] Vom historischen Vorbild bleiben nur die allseits bekannten Versatzstücke übrig. Doch auch Swifts scharfe Satire an den gesellschaftlichen Verhältnissen des beginnenden 18. Jahrhunderts ist schon lange zum zahmen Kinderbuch verkommen. Der neueste Film ist da nur eine weitere Banalisierung des Stoffes.[…] Die Tricktechnik ist sehenswert, doch die 3D-Brille und den Zuschlag für die dritte Dimension kann man sich getrost sparen: Es gibt kaum einen Effekt, der dies nötig macht.“

„Jack Black ist kein Mann der leisen Töne. Auch Jonathan Swifts berühmte Vorlage bereichert er um manchen flachen Witz – wohl ein Zugeständnis an die jüngeren Kinobesucher. Sei’s drum, ein unterhaltsames Kinoabenteuer ist dennoch dabei herausgekommen. Allerdings: Liebhaber der satirischen Romanvorlage könnten bei der klamaukigen Neuinterpretation leichte Bauchschmerzen bekommen.“

„Die einst kulturkritischen Reisen Gullivers mögen in der jüngsten Version ein wenig nach Propaganda riechen. Doch diese ist äußerst zielgruppengerecht und so – freiwillig wie unfreiwillig – komisch, dass man zuverlässig unterhalten wird. Vor allem wenn man sich als Kinobesucher an den Spruch von Swifts Weggefährten Alexander Pope hält: »Gesegnet sei der, der nichts erwartet. Er wird nicht enttäuscht werden.«“

„Kaum jemand hat dieses Buch jemals in seiner originalen Gestalt gelesen, es kursiert schon in den Kinderzimmern meist in jugendgetreu bearbeiteten Versionen. Aber das, was Joe Stillman und Nicholas Stoller, die beiden mehrfach verdienstvollen Drehbuchautoren (Stoller hat zuletzt ‚Männertrip‘ geschrieben), sich hier ausgedacht haben, ist ganz sicher die respektloseste Zurichtung des Klassikers. […] Weil Jack Black für diesen durchaus klugen Spaß die ideale Besetzung ist, kann man ‚Gullivers Reisen‘ auf jeden Fall empfehlen, sofern man die intellektuellen Ansprüche nicht brobdingnagisch überdimensionieren möchte.“

## Auszeichnungen
Für seine Darstellung im Film erhielt Jack Black eine Nominierung sowohl für den Negativpreis Goldene Himbeere 2011 in der Kategorie schlechtester Schauspieler, als auch für einen Kids Choice Award in der Kategorie Lieblings-Schauspieler.